# Kisdér
Kisdér is een plaats (község) en gemeente in het Hongaarse comitaat Baranya. Kisdér telt 149 inwoners (2006).